# Pomeni imen asteroidov: 4001–4500
Pregled pomenov imen asteroidov (malih planetov) od številke 4001 do 4500, ki jim je Središče za male planete dodelilo številko in so pozneje dobili tudi uradno ime  v skladu z dogovorjenim načinom imenovanja. Pregled je preverjen z Schmadelovim Slovarjem imen malih planetov (Dictionary of Minor Planet Names). Izvor nekaterih imen je pojasnjen tudi v Okrožnicah centra za male planete (Minor Planet Circulars ali MPC). Kadar je pojasnilo najdeno tudi v reviji Sky and Telescope (S&T), je to navedeno. 
Pregled pojasnjuje izvor oziroma pomen imen asteroidov, ki ga je priznala Mednarodna astronomska zveza (IAU). Nekateri asteroidi imajo imajo dodatno pojasnilo o izvoru imena, ki pa vedno ni popolnoma zanesljivo (oznaka "†"). Pojasnilo o izvoru imena, ki je označeno z * je potrebno preveriti ali poiskati še v Slovarju imen malih planetov.
| Ime                    | Začasna oznaka | Izvor imena |
| 4001–4100              | 4001–4100      | 4001–4100 |
| ---------------------- | -------------- | --- |
| 4001 Ptolemaeus        | 1949 PV        | Ptolemej, starogrški astronom* |
| 4002 Šinagava          | 1950 JB        | Seiši Šinagava, prvi, ki je na Japonskem uporabljal računalnik pri izračunavanju tirnic asteroidov [MPC 22500] |
| 4003 Schumann          | 1964 ED        | Robert Schumann, nemški skladatelj [MPC 14634] |
| 4004 List'ev           | 1971 SN1       | * |
| 4005 Dyagilev          | 1972 TC2       | Sergej Diagilev, ruski impresarij (prireditelj umetniških prireditev)* |
| 4006 Sandler           | 1972 YR        | * |
| 4007 Euryalos          | 1973 SR        | Evrialos, bojevnik iz grške mitologije * |
| 4008 Corbin            | 1977 BY        | Thomas E. Corbin, ameriški astronom in njegova žena Brenda Corbin, knjižničarja, oba sta bila na Ameriškem pomorskem observatoriju † Arhivirano 2005-02-20 na Wayback Machine.                                                                        |
| 4009 Drobyshevskij     | 1977 EN1       | * |
| 4010 Nikol'skij        | 1977 QJ2       | * |
| 4011 Bakharev          | 1978 SC6       | * |
| 4012 Geballe           | 1978 VK9       | Tom Geballe, ameriški astronom* |
| 4013 Ogiria            | 1979 OM15      | Maja Borisovna Ogir, ruska fizičarka, dobra poznavalka Sonca [MPC 22500] † Arhivirano 2009-10-27 na Wayback Machine. ‡ Arhivirano 2008-03-09 na Wayback Machine.                                                                                      |
| 4014 Heizman           | 1979 SG10      | * |
| 4015 Wilson-Harrington | 1979 VA        | Albert George Wilson in Robert George Harrington, ameriška astronoma, soodkritelja kometa 107P/Wilson-Harrington [MPC 22246] |
| 4016 Sambre            | 1979 XK        | reka Sambre, Francija in Belgija * |
| 4017 Disneya           | 1980 DL5       | Walt Disney, ameriški animator † |
| 4018 Bratislava        | 1980 YM        | mesto Bratislava, Slovaška † |
| 4019 Klavetter         | 1981 EK14      | * |
| 4020 Dominique         | 1981 ET38      | * |
| 4021 Dancey            | 1981 QD2       | Roy in Bruce D. Dancey, kanadska konstruktorja ogledal za teleskope † Arhivirano 2005-08-29 na Wayback Machine. |
| 4022 Nonna             | 1981 TL4       | * |
| 4023 Jarník            | 1981 UN        | Vojtěch Jarník, češki matematik † |
| 4024 Ronan             | 1981 WQ        | Colin Ronan, pisatelj in specialist za zgodovino in filozofijo znanosti † Arhivirano 2004-09-10 na Wayback Machine. |
| 4025 Ridley            | 1981 WU        | * |
| 4026 Beet              | 1982 BU1       | Ernest Agar Beet, učitelj in ljubiteljski astronom* |
| 4027 Mitton            | 1982 DN        | Simon Mitton, astronom in pisatelj* |
| 4028 Pancratz          | 1982 DV2       | Chris Pancratz, bil je predsednik izvršnega odbora pri Nacionalni vesoljski družbi (National Space Society ) * |
| 4029 Bridges           | 1982 KC1       | * |
| 4030 Archenhold        | 1984 EO1       | Observatorij Archenhold (Archenhold-Sternwarte) ali njegov prvi direktor Friedrich Simon Archenhold, mogoče tudi njegov sin in naslednik Günter Archenhold*                                                                                           |
| 4031 Mueller           | 1985 CL        | Jean Mueller, odkriteljica kometov, asteroidov in supernov. Bila je prva ženska, ki je delala na 2,5 metrskem teleskopu na Observatoriju Mount Wilson in bila je prva ženska, ki je bila zaposlena kot operater na Observatoriju Palomar v letu 1985. |
| 4032 Chaplygin         | 1985 UT4       | * |
| 4033 Jacugatake        | 1986 FA        | gora Jacugatake, ena izmed 100 znanih Japonskih gor * |
| 4034 -                 | 1986 PA        | - |
| 4035 -                 | 1986 WD        | - |
| 4036 Whitehouse        | 1987 DW5       | David Whitehouse, britanski znanstveni časnikar na BBCju, prejemnik nagrade Evropski internetni časnikar v letu 2002 |
| 4037 Ikeja             | 1987 EC        | Kaoru Ikeja, japonski ljubiteljski astronom [MPC 16443] |
| 4038 Kristina          | 1987 QH2       | Kristina Leterme, nizozemska profesorica literature in družabnica odkritelja [MPC 15090] † |
| 4039 Souseki           | 1987 SH        | Nacume Soseki, japonski romanopisec [MPC 16246] |
| 4040 Purcell           | 1987 SN1       | Henry Purcell, britanski skladatelj [MPC 16592] |
| 4041 Mijamotojohko     | 1988 DN1       | žena japonskega astronoma Jukia (ali Sačio) Mijamota |
| 4042 Ohotsk            | 1989 AT1       | Ohotsko morje (med Japonsko I in Rusijo) [MPC 15427] |
| 4043 Perolof           | 1175 T-3       | Per Olof Hulth, švedski astrofizik* |
| 4044 Erikhøg           | 5142 T-3       | Erik Høg, danski astronom* |
| 4045 Lowengrub         | 1953 RG        | * |
| 4046 Swain             | 1953 TV        | * |
| 4047 -                 | 1964 TT2       | * |
| 4048 Samwestfall       | 1964 UC        | Richard Samuel Westfall, ameriški zgodovinar znanosti [MPC 34619] |
| 4049 Noragal'          | 1973 QD2       | Nora Gal, sovjetska literarna prevajalka |
| 4050 Mebailey          | 1976 SF        | Mark Edward Bailey, britanski astronom † Arhivirano 2007-06-11 na Wayback Machine. |
| 4051 Hatanaka          | 1978 VP        | Takeo Hatanaka, japonski astronom |
| 4052 Crovisier         | 1981 DP2       | Jacques Crovisier, francoski astronom* |
| 4053 Cherkasov         | 1981 TQ1       | Nikolaj Čerkasov, sovjetski igralec* |
| 4054 Turnov            | 1983 TL        | mesto Turnov, Češka † |
| 4055 Magellan          | 1985 DO2       | Ferdinand Magellan, portugalski raziskovalec* |
| 4056 Timwarner         | 1985 FZ1       | Tim Warner? * |
| 4057 Demophon          | 1985 TQ        | Demofon, mitološki kralj iz Aten* |
| 4058 Cecilgreen        | 1986 JV        | Cecil Howard Green, britanski geofizik, soustanovitelj podjetja Texas Instruments in filantrop † Arhivirano 2005-08-29 na Wayback Machine. |
| 4059 Balder            | 1987 SB5       | Balder, bog iz nordijske mitologije [MPC 22500] |
| 4060 Deipylos          | 1987 YT1       | Deipilos, junak iz grške mitologije [MPC 15090] |
| 4061 Martelli          | 1988 FF3       | Giuseppe Martelli, italijanski arhitekt in inženir [MPC 14972] |
| 4062 Schiaparelli      | 1989 BF        | Giovanni Virginio Schiaparelli, italijanski astronom [MPC 15090] |
| 4063 Euforbo           | 1989 CG2       | Euforbo, mitološka oseba povezana s Trojansko vojno [MPC 15091] |
| 4064 Marjorie          | 2126 P-L       | * |
| 4065 Meinel            | 2820 P-L       | Aden Baker Meinel, ameriški astronom* |
| 4066 Haapavesi         | 1940 RG        | * |
| 4067 Mikhel'son        | 1966 TP        | * |
| 4068 Menestheus        | 1973 SW        | Menestej, mitološki kralj iz Aten* |
| 4069 Blakee            | 1978 VL7       | Lawrence E. Blakee, pomočnik na observatoriju [MPC 16247] |
| 4070 Rozov             | 1980 RS2       | * |
| 4071 Rostovdon         | 1981 RD2       | * |
| 4072 Jajoi             | 1981 UJ4       | obdobje Jajoi, obdobje japonske zgodovine od okoli leta 500 p. n. št. do 300 n. št. |
| 4073 Rujandžongšue     | 1981 UE10      | Rujandžongšue (Rujanska srednja šola), provinca Džedžjang, Ljudska republika Kitajska, 110-let stara šola matematike |
| 4074 Sharkov           | 1981 UN11      | * |
| 4075 Sviridov          | 1982 TL1       | Georgij Vasilijevič Sviridov, ruski skladatelj † Arhivirano 2012-07-17 na Wayback Machine. |
| 4076 Dörffel           | 1982 UF4       | Georg Samuel Dörffel, nemški pastor in astronom [MPC 14972] |
| 4077 Asuka             | 1982 XV1       | obdobje Asuka, od 6. do 8. stoletja na Japonskem |
| 4078 Polakis           | 1983 AC        | * |
| 4079 Britten           | 1983 CS        | Edward Benjamin Britten, Baron Britten, britanski skladatelj [MPC 16592] |
| 4080 Galinskij         | 1983 PW        | * |
| 4081 Tippett           | 1983 RC2       | Michael Tippett, britanski skladatelj [MPC 16592] |
| 4082 Swann             | 1984 SW3       | Gordon A. Swann, ameriški geolog, glavni raziskovalec na področju geologije pri pristanku Apolla 14 in Apolla 15 na Luni [MPC 15576] |
| 4083 Jody              | 1985 CV        | * |
| 4084 Hollis            | 1985 GM        | Andrew J. Hollis, britanski astronom |
| 4085 Weir              | 1985 JR        | * |
| 4086 Podalirius        | 1985 VK2       | Podalirij, bojevnik iz grške mitologije [MPC 22246] |
| 4087 Pärt              | 1986 EM1       | Arvo Pärt, estonski skladatelj [MPC 16593] |
| 4088 Baggesen          | 1986 GG        | Jens Baggesen, danski pesnik in satirik * |
| 4089 Galbraith         | 1986 JG        | John Kenneth Galbraith, ameriški ekonomist in polemik † |
| 4090 Říšehvězd         | 1986 RH1       | Říše hvězd, češki astronomski časopis [MPC 27734] † |
| 4091 Lowe              | 1986 TL2       | Andrew Lowe, kanadski geofizik in ljubiteljski astronom [MPC 16247] † ‡ Arhivirano 2009-02-01 na Wayback Machine. |
| 4092 Tyr               | 1986 TJ4       | Tyr, bog iz nordijske mitologije [MPC 22500] |
| 4093 Bennett           | 1986 VD        | Jack Caister Bennett, južnoafriški ljubiteljski astronom [MPC 14973] |
| 4094 Aošima            | 1987 QC        | Masaki Aoshima, japonski ljubiteljski astronom [MPC 15427] |
| 4095 Išizučisan        | 1987 SG        | gora Išizučisan, v prefekturi Ehime, Japonska [MPC 15427] |
| 4096 Kuširo            | 1987 VC        | mesto Kuširo, Japonska [MPC 15427] |
| 4097 Curugisan         | 1987 WW        | gora Curugisan, gora v prefekturi Tokušima, Japonska [MPC 15427] |
| 4098 Thraen            | 1987 WQ1       | Anton Karl Thraen, nemški ljubiteljski astronom in katoliški duhovnik [MPC 15091] |
| 4099 Wiggins           | 1988 AB5       | Patrick Wiggins, ameriški poučevalec astronomije na Planetariju Hansen (1975-2001) Salt Lake City. † |
| 4100 Sumiko            | 1988 BF        | Sumiko Hioki, žena enega izmed odkriteljev [MPC 34619] |
| 4101–4200              |                | |
| 4101 Ruikou            | 1988 CE        | Ruikou Kuroiva, japonski pisatelj [MPC 16247] |
| 4102 Gergana           | 1988 TE3       | * |
| 4103 Chahine           | 1989 EB        | Moustafa Chahine, ameriški znanstvenik [MPC 15427] |
| 4104 Alu               | 1989 ED        | Jeff Alu, ameriški astronom [MPC 15261] |
| 4105 Tsia              | 1989 EK        | Zia, starodavni simbol za Sonce, ki so ga uporabljali v plemenu Zia v Novi Mehiki [MPC 16443] |
| 4106 Nada              | 1989 EW        | Nada Junior in Senior High School v mestu Kobe, Japonska [MPC 15091] |
| 4107 Rufino            | 1989 GT        | Rufus J. Walker, prijatelj odkritelja [MPC 15428] |
| 4108 Rakos             | 3439 T-3       | Karl D. Rakos, avstrijski astronom [MPC 18138] |
| 4109 Anokhin           | 1969 OW        | Sergej Nikolajevič Anokin, ruski preizkusni pilot in kozmonavt [MPC 28089] † * |
| 4110 Keats             | 1977 CZ        | John Keats, angleški pesnik [MPC 16247] |
| 4111 Lamy              | 1981 EN12      | Philippe Louis Lamy, v Franciji rojen ameriški astronom* ali Hervé Lamy, belgijski astrofizik* |
| 4112 Hrabal            | 1981 ST        | Bohumil Hrabal, češki pisatelj † ‡ |
| 4113 Rascana           | 1982 BQ        | iz Royal Astronomical Society of Canada (Kraljeva astronomska družba Kanade) [MPC 16247] † Arhivirano 2005-08-29 na Wayback Machine. |
| 4114 Jasnorzewska      | 1982 QB1       | Maria Jasnorzewska-Pawlikowska, poljska pesnica [MPC 22247] † ‡ |
| 4115 Peternorton       | 1982 QS3       | Peter Norton, ameriški inženir programske opreme* |
| 4116 Elachi            | 1982 SU        | Charles Elachi, ameriški znanstvenik [MPC 15428] |
| 4117 Wilke             | 1982 SU3       | Alfred Wilke, nemški optik [MPC 15261] |
| 4118 Sveta             | 1982 TH3       | Svetlana Evgenjevna Savitskaja, ruska kozmonavtka [MPC 22500] |
| 4119 Miles             | 1983 BE        | * |
| 4120 Denoyelle         | 1985 RS4       | Jozef Denoyelle, belgijski astronom* |
| 4121 Carlin            | 1986 JH        | * |
| 4122 Ferrari           | 1986 OA        | * |
| 4123 Tarsila           | 1986 QP1       | Tarsila do Amaral (1886 – 1973), brazilski modernistični slikar † |
| 4124 Herriot           | 1986 SE        | James Herriot, britanski pisatelj † ‡ |
| 4125 Lew Allen         | 1987 MO        | Lew Allen, ameriški fizik* |
| 4126 Mašu              | 1988 BU        | jezero Mašu, Japonska [MPC 15428] |
| 4127 Kjogoku           | 1988 BA2       | mesto Kjogoku, Japonska [MPC 15428] |
| 4128 UKSTU             | 1988 BM5       | kratica za United Kingdom Schmidt Telescope Unit [MPC 15261] |
| 4129 Richelen          | 1988 DM        | sestavljeno iz dveh imen Richard A. Keen in Helen C. Duran, ki sta bila prijatelja odkritelja [MPC 15262] |
| 4130 Ramanudžan        | 1988 DQ1       | Srinivasa Ajangar Ramanudžan, indijski matematik [MPC 15262] |
| 4131 Stasik            | 1988 DR4       | John S. Stasik, ameriški vzgojitelj [MPC 15091] |
| 4132 Bartók            | 1988 EH        | Béla Bartók, avstro-ogrski skladatelj [MPC 15091] + Arhivirano 2004-10-27 na Wayback Machine. |
| 4133 Heureka           | 1942 DB        | * |
| 4134 Schütz            | 1961 CR        | * |
| 4135 Svetlanov         | 1966 PG        | Jevgenij Svetlanov, sovjetski dirigent * |
| 4136 Artmane           | 1968 FJ        | Vija Artmane, latvijska igralka [MPC 28089] |
| 4137 Crabtree          | 1970 WC        | William Crabtree, trgovec z oblekami v Salfordu blizu Manchestra, druga oseba, za katero se ve, da je opazovala prehod Venere preko Sonca v letu 1639 †                                                                                               |
| 4138 Kalchas           | 1973 SM        | Kalchas, mitološka oseba povezana s trojansko vojno * |
| 4139 Ul'yanin          | 1975 VE2       | Sergej Alekseevič Uljanin, ruski pilot [MPC 28089] |
| 4140 Branham           | 1976 VA        | * |
| 4141 Nintanlena        | 1978 PG3       | * |
| 4142 Dersu-Uzala       | 1981 KE        | Dersu Uzala, oseba v romanu Vladimirja Arsenjeva ‡ |
| 4143 Huziak            | 1981 QN1       | Richard Huziak, kanadski astronom † Arhivirano 2005-08-29 na Wayback Machine. |
| 4144 Vladvasil'ev      | 1981 SW6       | * |
| 4145 Maximova          | 1981 SJ7       | * |
| 4146 Rudolfinum        | 1982 DD2       | stavba Rudolfinum v Pragi, Češka † Arhivirano 2007-08-23 na Wayback Machine. ‡ |
| 4147 Lennon            | 1983 AY        | John Lennon, član britanske pop in rock glasbene skupine The Beatles [MPC 16247] † |
| 4148 McCartney         | 1983 NT        | Paul McCartney, član britanske pop in rock glasbene skupine The Beatles [MPC 16248] † |
| 4149 Harrison          | 1984 EZ        | George Harrison, član britanske pop in rock glasbene skupine The Beatles [MPC 16248] † |
| 4150 Starr             | 1984 QC1       | Ringo Starr, član britanske pop in rock glasbene skupine The Beatles [MPC 16248] † |
| 4151 Alanhale          | 1985 HV1       | Alan Hale, ameriški astronom [MPC 18138] |
| 4152 Weber             | 1985 JF        | Carl Maria von Weber, nemški skladatelj [MPC 16593] |
| 4153 Roburnham         | 1985 JT1       | Robert Burnham, ameriški astronom, pisatelj in urednik revije Astronomy [MPC 18139] † |
| 4154 Rumsey            | 1985 NE        | Norman Jack Rumsey, novozelandski izdelovalec optičnih naprav in astronom † |
| 4155 Vatanabe          | 1987 UB1       | Kazuro Vatanabe, japonski astronom [MPC 16593] |
| 4156 Okadanaboru       | 1988 BE        | Noboru Okada, japonski pustolovec fotograf gorski plezalec in ljubiteljski astronom † |
| 4157 Izu               | 1988 XD2       | polotok Izu, Japonska |
| 4158 Santini           | 1989 BE        | * |
| 4159 Freeman           | 1989 GK        | Ann Freeman, prijateljica odkritelja |
| 4160 Sabrina-John      | 1989 LE        | Sabrina M. Gonsalves in John H. Riggins |
| 4161 Amasis            | 6627 P-L       | Amazis (Ahmose II), faraon [MPC 22501] |
| 4162 SAF               | 1940 WA        | kratica za Francoska astronomska zveza (Société Astronomique de France) [MPC 22501] |
| 4163 Saaremaa          | 1941 HC        | * |
| 4164 Shilov            | 1969 UR        | Aleksandr Maksovič Šilov (rusko Александр Максович Шилов), ruski slikar * |
| 4165 Didkovskij        | 1976 GS3       | * |
| 4166 Pontryagin        | 1978 SZ6       | * |
| 4167 Riemann           | 1978 TQ7       | Bernhard Riemann, nemški matematik* |
| 4168 Millan            | 1979 EE        | * |
| 4169 Celsius           | 1980 FO3       | Anders Celsius, švedski fizik in astronom † Arhivirano 2009-02-28 na Wayback Machine. |
| 4170 Semmelweis        | 1980 PT        | Ignaz Philipp Semmelweis (1818 – 1865) (Ignác), madžarski zdravnik † + Arhivirano 2004-10-27 na Wayback Machine. |
| 4171 Carrasco          | 1982 FZ1       | * |
| 4172 Rochefort         | 1982 FC3       | mesto Rochefort, Belgija |
| 4173 Thicksten         | 1982 KG1       | Robert P. Thicksten, predstojnik Observatorija Palomar [MPC 18139] |
| 4174 Pikulia           | 1982 SB6       | * |
| 4175 Billbaum          | 1985 GX        | William A. Baum, ameriški astronom [MPC 18139] |
| 4176 Sudek             | 1987 DS        | Josef Sudek, češki fotograf † ‡ |
| 4177 Kohman            | 1987 SS1       | * |
| 4178 -                 | 1988 EO1       | * |
| 4179 Toutatis          | 1989 AC        | Toutatis, bog v keltski mitologiji [MPC 16444] † |
| 4180 Anaxagoras        | 6092 P-L       | Anaksagora, starogrški filozof [MPC 22501] |
| 4181 Kivi              | 1938 DK1       | * |
| 4182 Mount Locke       | 1951 JQ        | gora Locke, ena izmed dveh gor na vrhu katerih je Observatorij McDonald * |
| 4183 Cuno              | 1959 LM        | Cuno Hoffmeister, nemški astronom † Arhivirano 2007-09-29 na Wayback Machine. |
| 4184 Berdyayev         | 1969 TJ1       | Nikolaj Aleksandrovič Berdjajev (rusko Николай Александрович Бердяев) (1874 – 1948), ruski filozof * |
| 4185 Phystech          | 1975 ED        | * |
| 4186 Tamašima          | 1977 DT1       | mesto Tamašima, v bližini mesta Kurašiki, Japonska |
| 4187 Shulnazaria       | 1978 GR3       | * |
| 4188 Kitež             | 1979 HX4       | Kitež (rusko Китеж), namišljeno mesto iz ruske folklore* |
| 4189 Sayany            | 1979 SV9       | * |
| 4190 Kvasnica          | 1980 JH        | Jozef Kvasnica, češki fizik ‡ |
| 4191 Assesse           | 1980 KH        | * |
| 4192 Breysacher        | 1981 DH        | Jacques Breysacher, francoski astronom* |
| 4193 Salanave          | 1981 SM1       | * |
| 4194 Sweitzer          | 1982 RE        | Paul A. Sweitzer, ameriški reporter [MPC 28089] |
| 4195 Esambaev          | 1982 SK8       | Makhmut Esambaev, veliki čečenski ljudski plesalec * |
| 4196 Šuja              | 1982 SA13      | mesto Šuja (rusko Шу́я), Rusija * |
| 4197 -                 | 1982 TA        | * |
| 4198 Panthera          | 1983 CK1       | rod Panthera, latinska beseda za velike mačke [MPC 25443] |
| 4199 Andreev           | 1983 RX2       | * |
| 4200 Shizukagozen      | 1983 WA        | Šizuka Gozen (1165 – 1211), ljubica Minamota no Jošitsuna |
| 4201–4300              |                | |
| 4201 Orosz             | 1984 JA1       | Elizabeth Orosz Warner, ameriški astronom |
| 4202 Minitti           | 1985 CB2       | Michelle Minitti, ameriški mineralog † |
| 4203 Brucato           | 1985 FD3       | John Robert Brucato, ameriški astronom, strokovnjak za kozmokemijo in majhna telesa Osončja ali Robert Joseph Brucato, ameriški astronom* |
| 4204 Barsig            | 1985 JG1       | Walter Barsig, nemški učitelj znanosti [MPC 18139] |
| 4205 David Hughes      | 1985 YP        | David Hughes, britanski astronom † |
| 4206 Verulamium        | 1986 QL        | starodavno rimsko mesto v provinci Britannia, sedaj je to St. Albans, Hertfordshire † |
| 4207 Chernova          | 1986 RO2       | * |
| 4208 Kiselev           | 1986 RQ2       | * |
| 4209 Briggs            | 1986 TG4       | * |
| 4210 Isobelthompson    | 1987 DY5       | Isobel Thompson, britanska arheologinja † |
| 4211 Rosniblett        | 1987 RT        | Rosalind Niblett, britanska arheologinja † |
| 4212 Sansju-Asuke      | 1987 SB2       | kraj odkritja asteroida Asuke, Japonska |
| 4213 Njord             | 1987 ST4       | Njord, bog vetrov navigacije in napredka v nordijski mitologiji [MPC 22501] |
| 4214 Veralynn          | 1987 UX4       | Vera Lynn, britanska pevka, znana med drugo svetovno vojno * |
| 4215 Kamo              | 1987 VE1       | Akira Kamo, japonski ljubiteljski astronom [MPC 22501] |
| 4216 Neunkirchen       | 1988 AF5       | mesto Neunkirchen v Avstriji[MPC 16248] |
| 4217 Engelhardt        | 1988 BO2       | Wolf von Engelhardt, nemški raziskovalec meteoritov * |
| 4218 Demottoni         | 1988 BK3       | Glauco de Mottoni (Glauco de Mottoni y Palacios), italijanski inženir elektrotehnike in ljubiteljski astronom [MPC 16444] † |
| 4219 Nakamura          | 1988 DB        | Jošikazu Nakamura, ustanovitelj tovarne optičnih inštrumentov, Japonska |
| 4220 Flood             | 1988 DN        | * |
| 4221 Picasso           | 1988 EJ        | Pablo Picasso, španski umetnik * |
| 4222 Nancita           | 1988 EK1       | * |
| 4223 Šikoku            | 1988 JM        | otok Šikoku, Japonska [MPC 16593] |
| 4224 Susa              | 1988 KG        | * |
| 4225 -                 | 1989 BN        | * |
| 4226 Damiaan           | 1989 RE        | Jozef de Veuster (Pater Damiaan), belgijski duhovnik † |
| 4227 Kaali             | 1942 DC        | skupina 9 meteoritskih kraterjev Kaali, Estonija* |
| 4228 Nemiro            | 1968 OC1       | Andrej Antonovič Nemiro, ruski astronom † Arhivirano 2005-01-24 na Wayback Machine. |
| 4229 Plevitskaya       | 1971 BK        | * |
| 4230 van den Bergh     | 1973 ST1       | Sidney van den Bergh, na Nizozemskem rojen kanadski astronom † Arhivirano 2005-08-29 na Wayback Machine. and ‡ |
| 4231 Fireman           | 1976 WD        | Edward Leonard Fireman, ameriški planetarni geolog * |
| 4232 Aparicio          | 1977 CD        | Antonio Aparicio, španski astronom* |
| 4233 Pal'chikov        | 1977 RO7       | * |
| 4234 Evtushenko        | 1978 JT1       | Evgenij Aleksandrovič Evtušenko (rusko Евге́ний Алекса́ндрович Евтуше́нко) (rojen 1933), ruski pesnik* |
| 4235 Tatiščev          | 1978 SL5       | Vasilij Nikitič Tatiščev (rusko Васи́лий Ники́тич Тати́щев) (1686 – 1750), ruski državnik, zgodovinar in etnograf * |
| 4236 Lidov             | 1979 FV1       | Mihail Lvovič Lidov, ruski astronom [MPC 22501] |
| 4237 Raushenbakh       | 1979 SD4       | Boris Viktorovič Raušenbah (rusko Борис Викторович Раушенбах) (1915 – 2001), ruski vesoljski strokovnjak * |
| 4238 Audrey            | 1980 GF        | Audrey Hepburn, igralka, rojena v Bruslju † ‡ |
| 4239 Goodman           | 1980 OE        | * |
| 4240 Grün              | 1981 EY20      | Eberhard Grün, nemški astronom † Arhivirano 2009-01-17 na Wayback Machine. |
| 4241 Pappalardo        | 1981 EX46      | Robert Theodore Pappalardo, ameriški planetarni geolog * |
| 4242 Brecher           | 1981 FQ        | Kenneth Brecher, ameriški astronom* |
| 4243 Nankivell         | 1981 GF1       | Garry Nankivell, mojster optike iz Nove Zelandije † |
| 4244 Zakharchenko      | 1981 TO3       | * |
| 4245 NAIRC             | 1981 UC10      | kratica za Nanjing Astronomical Instruments Research Centre, Ljudska republika Kitajska |
| 4246 Telemann          | 1982 SY2       | Georg Philipp Telemann, nemški skladatelj* |
| 4247 Grahamsmith       | 1983 WC        | Francis Graham Smith, britanski astronom * |
| 4248 Ranald            | 1984 HX        | Ranald McIntosh, programer, ki je vzdrževal bazo podatkov oddelka za zvezde spremenljivke pri Kraljevi astronomski zvezi Nove Zelandije † |
| 4249 Křemže            | 1984 SC2       | mesto Křemže, Češka † |
| 4250 Perun             | 1984 UG        | Perun, v slovanski mitologiji najvišji bog; bog strele in groma [MPC 16444] † |
| 4251 Kavasch           | 1985 JK1       | Julius Kavasch in Wulf-Dietrich Kavasch, nemška ljubiteljska geologa [MPC 18140] |
| 4252 Godwin            | 1985 RG4       | Richard Godwin, ameriški član uprave organizacije Space Frontier Foundation, brat Roberta Godwina, strokovnjaka za vesolje in raziskovalca zgodovine vesolja †                                                                                        |
| 4253 Märker            | 1985 TN3       | Wolfgang Märker, povezan z udarnim kraterjem Nördlinger Ries [MPC 18140] |
| 4254 Kamél             | 1985 UT3       | Lars Kamél, švedski astronom † Arhivirano 2010-12-06 na Wayback Machine. |
| 4255 Spacewatch        | 1986 GW        | projekt Spacewatch * |
| 4256 Kagamigava        | 1986 TX        | reka Kagami, Japonska* |
| 4257 Ubasti            | 1987 QA        | * |
| 4258 Ryazanov          | 1987 RZ2       | * |
| 4259 McCoy             | 1988 SB3       | Timothy James McCoy, ameriški planetarni geolog * |
| 4260 Janai             | 1989 AX        | Masajuki Janai, japonski ljubiteljski astronom [MPC 16593] |
| 4261 Geko              | 1989 BJ        | Observatorij Geko, Japonska |
| 4262 -                 | 1989 CO        | * |
| 4263 Abashiri          | 1989 RL2       | Abaširi, Hokaidō, Japonska |
| 4264 Karljosephine     | 1989 TB        | * |
| 4265 Kani              | 1989 TX        | Kani, Gifu, Japonska |
| 4266 Waltari           | 1940 YE        | Mika Toimi Waltari, finski pisatelj |
| 4267 Basner            | 1971 QP        | * |
| 4268 Grebenikov        | 1972 TW3       | Evgenij Aleksandrovič Grebenikov (Eugeniu Grebenicov), v Romuniji rojen ruski matematik in astronom † ‡ Arhivirano 2012-07-17 na Wayback Machine. |
| 4269 Bogado            | 1974 FN        | * |
| 4270 Juanvictoria      | 1975 TJ6       | * |
| 4271 Novosibirsk       | 1976 GQ6       | Novosibirsk, Rusija [MPC 22501] |
| 4272 Encudži           | 1977 EG5       | tempelj Encuji v Okajami, Japonska |
| 4273 Dunhuang          | 1978 UU1       | mesto Dunhuang, Ljudska republika Kitajska |
| 4274 Karamanov         | 1980 RZ3       | Alemdar Sobitovič Karamanov, ukrajinski skladatelj [MPC 22501] |
| 4275 Bogustafson       | 1981 EW14      | Bo Åke Sture Gustafson, švedsko-ameriški astronom |
| 4276 Clifford          | 1981 XA        | Clifford J. Cunningham, kanadski ljubiteljski astronom in pisatelj [MPC 16248] † Arhivirano 2005-08-29 na Wayback Machine. |
| 4277 Holubov           | 1982 AF        | vas Holubov, Češka † |
| 4278 Harvey            | 1982 SF        | G. Roger Harvey, ameriški vzgojitelj [MPC 16593] |
| 4279 De Gasparis       | 1982 WB        | Annibale de Gasparis, italijanski astronom* |
| 4280 Simonenko         | 1985 PF2       | Ala Nikolajevna Simonenko, ruska (ukrajinska?) astronomka * |
| 4281 Pounds            | 1985 TE1       | Kenneth Pounds, britanski astronom* |
| 4282 Endate            | 1987 UQ1       | Kin Endate, japonski ljubiteljski astronom [MPC 16593] |
| 4283 Stöffler          | 1988 BZ        | Dieter Stöffler, nemški astronom [MPC 18140] |
| 4284 Kaho              | 1988 FL3       | Šigeru Kaho, japonski astronom |
| 4285 Hulkower          | 1988 NH        | * |
| 4286 Rubtsov           | 1988 PU4       | Nikolaj Rubtsov, ruski pesnik* |
| 4287 Třísov            | 1989 RU2       | Třísov, Češka † |
| 4288 Tokiotech         | 1989 TQ1       | Inštitut za tehnologijo v Tokiju, največja ustanova na Japonskem za visokošolske študije v znanosti in tehnologiji † |
| 4289 Bivako            | 1989 UA2       | jezero Bivako ali Biva, največje jezero na Japonskem [MPC 16248] |
| 4290 Heisei            | 1989 UK3       | obdobje Heisei v japonski zgodovini [MPC 16444] |
| 4291 Kodaihasu         | 1989 VH        | starodavni lotus, katerega seme so našli v ruševinah iz obdobja Jayoi (500 p. n.št – 300 n. št) in so vzklila na Japonskem |
| 4292 Aoba              | 1989 VO        | grad Aoba (tudi grad Sendai) v mestu Sendai, Miyagi, Japonska |
| 4293 Masumi            | 1989 VT        | Masumi Hurukawa, ki je na Japonskem deloval za popularizacijo astronomije |
| 4294 Horatius          | 4016 P-L       | Horacij, rimski pesnik [MPC 16594] |
| 4295 Wisse             | 6032 P-L       | Marijke Wisse-Schouten, članica Observatorija Leiden [MPC 16594] † |
| 4296 van Woerkom       | 1935 SA2       | Adriaan van Woerkom, nizozemski astronom [MPC 18140] † |
| 4297 Eichhorn          | 1938 HE        | * |
| 4298 -                 | 1941 WA        | * |
| 4299 WIYN              | 1952 QX        | Konzorcij WIYN, konzorcij (zveza) observatorijev ( Univerza Wisconsin-Madison [W], Univerza Indiana [I], Univerza Yale [Y], National Optical Astronomy Observatories [N]) [MPC 34619]                                                                 |
| 4300 Marg Edmondson    | 1955 SG1       | Margaret Russell Edmondson, hčerka ameriškega astronoma Henryja Norrisa Russella in žena ameriškega astronoma Franka K. Edmondsona [MPC 34620] † Arhivirano 2012-12-01 na Wayback Machine.                                                            |
| 4301–4400              |                | |
| 4301 Boyden            | 1966 PM        | Uriah Atherton Boyden (1804 – 1879), ameriški inženir strojništva, ki je z zapuščino omogočil izgradnjo Observatorija Boyden † |
| 4302 Markeev           | 1968 HP        | * |
| 4303 Savitskij         | 1973 SZ3       | Jevgenij Jakovlevič Savitskij (rusko Евгений Яковлевич Савицкий) (1910 – 1990), ruski letalec iz druge svetovne vojne, oče kozmonavtke Svetlane Savitskaje [MPC 22501]                                                                                |
| 4304 Geichenko         | 1973 SW4       | Semjon Stepanovič Geičenko, ruski pisatelj in literarni učenjak [MPC 22501] |
| 4305 Clapton           | 1976 EC        | Eric Clapton, britanski glasbenik [MPC 16249] † |
| 4306 Dunaevskij        | 1976 SZ5       | Maxim Dunayevsky, sovjetski skladatelj* |
| 4307 Cherepashchuk     | 1976 UK2       | Anatolij Mihailovič Čerepaščuk, ruski astronom* |
| 4308 Magarach          | 1978 PL4       | raziskovalni inštitut za pridelavo vina v Magaraču, Jalta [MPC 22501] |
| 4309 Marvin            | 1978 QC        | Ursula Bailey Marvin, ameriška planetarna geologinja * |
| 4310 Strömholm         | 1978 RJ7       | Stig Strömholm (rojen 19319), nekdanji rektor na univerzi v Upsali, Švedska † Arhivirano 2012-08-13 na Wayback Machine. |
| 4311 Zguridi           | 1978 SY6       | Aleksandr Mihajlovič Zguridi, sovjetski producent [MPC 34620] |
| 4312 Knacke            | 1978 WW11      | Roger Fritz Knacke, ameriški astronom † |
| 4313 Bouchet           | 1979 HK1       | François Bouchet, francoski astronom* |
| 4314 -                 | 1979 ML3       | * |
| 4315 Pronik            | 1979 SL11      | Vladimir Pronik in/ali Iraida Pronik, astronoma na Astrofizikalnem observatoriju na Krimu * |
| 4316 Babinkova         | 1979 TZ1       | * |
| 4317 Garibaldi         | 1980 DA1       | Giuseppe Garibaldi, italijanski narodni buditelj † |
| 4318 Baťa              | 1980 DE1       | Tomáš Bata, češki poslovnež [MPC 16444] † |
| 4319 Jackierobinson    | 1981 ER14      | Jack Roosevelt (Jackie) Robinson, ameriški bejzbolist* |
| 4320 Jarosewich        | 1981 EJ17      | Eugene Jarosewich, upokojeni raziskovalni kemik na Smithsonovi ustanovi (Smithsonian Institution) † |
| 4321 Zero              | 1981 EH26      | naravno zaporedje števil: 4, 3, 2, 1, nič (zero), kjer zero pomeni ničlo* |
| 4322 Billjackson       | 1981 EE37      | Bill Jackson? * |
| 4323 Hortulus          | 1981 QN        | Hortulus, latinska beseda za majhen, domač vrt [MPC 34620] |
| 4324 -                 | 1981 YA1       | * |
| 4325 Guest             | 1982 HL        | John Edward Guest, britanski planetarni strokovnjak [MPC 16594] |
| 4326 McNally           | 1982 HS1       | Derek McNally, britanski astronom [MPC 16594] |
| 4327 Ries              | 1982 KB1       | Judit Györgyey Ries, na Madžarskem rojen ameriški astronom* |
| 4328 Valina            | 1982 SQ2       | * |
| 4329 -                 | 1982 SX2       | * |
| 4330 Vivaldi           | 1982 UJ3       | Antonio Lucio Vivaldi, italijanski skladatelj* |
| 4331 Hubbard           | 1983 HC        | * |
| 4332 Milton            | 1983 RC        | Daniel J. Milton, ameriški astrogeolog, |
| 4333 Sinton            | 1983 RO2       | William M. Sinton, ameriški astronom [MPC 16444] |
| 4334 Foo               | 1983 RO3       | Lillian Foo, singapurski svetovalec pri Svetovni banki † |
| 4335 Verona            | 1983 VC7       | mesto Verona, Italija [MPC 16249] |
| 4336 Jasniewicz        | 1984 QE1       | * |
| 4337 Arecibo           | 1985 GB        | Observatorij Arecibo, Puerto Rico [MPC 16445] |
| 4338 Velez             | 1985 PB1       | Reinaldo Velez, operater na teleskopu na Observatoriju Arecibo [MPC 16445] |
| 4339 Almamater         | 1985 UK        | Alma mater, v čast 650-letnice Karlove univerze v Pragi, najstarejše univerze v srednji Evropi † |
| 4340 Dence             | 1986 JZ        | Michael R. Dence, kanadski geolog † Arhivirano 2005-08-29 na Wayback Machine. |
| 4341 Poseidon          | 1987 KF        | Pozejdon, bog iz grške mitologije* |
| 4342 Freud             | 1987 QO9       | Sigmund Freud, avstrijski začetnik psihoanalize * |
| 4343 Tecuja            | 1988 AC        | Tecuja Fudži, japonski astronom* |
| 4344 Buxtehude         | 1988 CR1       | Dieterich Buxtehude, danski ali nemški organist in skladatelj* |
| 4345 Rachmaninoff      | 1988 CM2       | Sergej Vasiljevič Rahmaninov (rusko Сергей Васильевич Рахманинов) (1873 – 1943), ruski skladatelj, pianist in dirigent * |
| 4346 Whitney           | 1988 DS4       | Mary Watson Whitney, ameriški astronom* |
| 4347 Reger             | 1988 PK2       | Max Reger, nemški skladatelj [MPC 16594] |
| 4348 Poulydamas        | 1988 RU        | Poulidamas, mitološka oseba, povezana s trojansko vojno [MPC 18141] |
| 4349 Tibúrcio          | 1989 LX        | Julio Cesar dos Santos Tibúrcio, brazilski ljubiteljski astronom [MPC 16445] |
| 4350 Šibeča            | 1989 UG1       | mesto Šibeča, Japonska |
| 4351 Nobuhisa          | 1989 UR1       | Nobuhisa Kojima, japonski ljubiteljski astronom |
| 4352 Kjoto             | 1989 UW1       | mesto Kjoto, Japonska [MPC 16249] |
| 4353 Onizaki           | 1989 WK1       | mesto Onizaki, Tokoname, Aiči, Japonska [MPC 16249] |
| 4354 Euclides          | 2142 P-L       | Evklid, starogrški matematik [MPC 16594] |
| 4355 Memphis           | 3524 P-L       | Memfis, nekdanje glavno mesto starega Egipta [MPC 18141] |
| 4356 Marathon          | 9522 P-L       | starodavno mesto Maraton , v stari Grčiji [MPC 18141] |
| 4357 Korinthos         | 2069 T-2       | mesto Korint, Grčija [MPC 18141] |
| 4358 Lynn              | A909 TF        | William Thynne Lynn, asistent na Observatoriju Greenwich [MPC 22502] |
| 4359 Berlage           | 1935 TG        | Hendrik Petrus Berlage, nizozemski meteorolog, sin arhitekta z istim imenom [MPC 18141] † |
| 4360 Šuji              | 1964 TG2       | okraj Šuji, Ljudska republika Kitajska |
| 4361 Nezhdanova        | 1977 TG7       | Antonina Vasiljevna Neždanova (rusko Антонина Васильевна Нежданова) (1873 – 1950), ruska operna pevka * |
| 4362 Carlisle          | 1978 PR4       | * |
| 4363 Sergej            | 1978 TU7       | * |
| 4364 Shkodrov          | 1978 VV5       | Vladimir Georgiev Škodrov (bolgarsko Владимир Георгиев Шкодров) (rojen 1930), bolgarski astronom † Arhivirano 2012-04-15 na Wayback Machine. |
| 4365 Ivanova           | 1978 VH8       | * |
| 4366 Venikagan         | 1979 YV8       | * |
| 4367 Meech             | 1981 EE43      | Karen Jean Meech, ameriški astronom* |
| 4368 Pillmore          | 1981 JC2       | Charles (Chuck) L. Pillmore, geolog † Arhivirano 2011-09-27 na Wayback Machine. |
| 4369 Seifert           | 1982 OR        | Jaroslav Seifert, češki pesnik [MPC 25443] † |
| 4370 Dickens           | 1982 SL        | Charles Dickens, angleški pisatelj [MPC 16445] |
| 4371 Fyodorov          | 1983 GC2       | Svjatoslav Nikolaevič Fjodorov, ruski oftalmolog [MPC 22502] |
| 4372 Quincy            | 1984 TB        | * |
| 4373 Crespo            | 1985 PB        | Antonio Crespo, inženir elektrotehnike na Observatoriju Arecibo [MPC 16446] |
| 4374 Tadamori          | 1987 BJ        | Taira no Tadamori (1096 – 1153), eden izmed prvih samurajev |
| 4375 Kiyomori          | 1987 DQ        | Taira no Kijomori (1118 – 1181), eden izmed prvih samurajev |
| 4376 Shigemori         | 1987 FA        | Taira no Šigemori (1138 – 1179), eden izmed prvih samurajev |
| 4377 Koremori          | 1987 GD        | Taira no Koremori (1160 – 1184?), eden izmed prvih samurajev |
| 4378 Voigt             | 1988 JF        | Hans-Heinrich Voigt, nemški astronom [MPC 16446] |
| 4379 Snelling          | 1988 PT1       | * |
| 4380 Geyer             | 1988 PB2       | Edward H. Geyer, astronom [MPC 16249] |
| 4381 Uenohara          | 1989 WD1       | mesto Uenohara, prefektura Jamanaši, Japonska [MPC 16446] |
| 4382 Stravinsky        | 1989 WQ3       | Igor Fjodorovič Stravinski, (rusko Игорь Фёдорович Стравинский) rusko-ameriški skladatelj [MPC 16446] |
| 4383 Suruga            | 1989 XP        | provinca Suruga (starodavno ime za vzhodni del prefekture Šizuoka), Japonska |
| 4384 -                 | 1990 AA        | - |
| 4385 Elsässer          | 2534 P-L       | Hans F. Elsässer, nemški astronom, nekdanji direktor Inštituta za astronomijo Max Planck [MPC 18141] |
| 4386 Lüst              | 6829 P-L       | Reimar Lüst, nemški astrofizik [MPC 18141] † Arhivirano 2007-09-28 na Wayback Machine. |
| 4387 Tanaka            | 4829 T-2       | Jasuo Tanaka, japonski astronom in astrofizik [MPC 18142] |
| 4388 Jürgenstock       | 1964 VE        | Jürgen Stock, nemški astronom † Arhivirano 2005-04-14 na Wayback Machine. * |
| 4389 Durbin            | 1976 GL3       | * |
| 4390 Madreteresa       | 1976 GO8       | redovnica Mati Tereza, ki je v Kalkuti pomagala bolnim in revnim † |
| 4391 Balodis           | 1977 QW2       | * |
| 4392 Agita             | 1978 RX5       | * |
| 4393 Dawe              | 1978 VP8       | John Dawe, britanski astronom* |
| 4394 Fritzheide        | 1981 EB19      | Fritz Heide, nemški raziskovalec meteoritov* |
| 4395 Danbritt          | 1981 EH41      | * |
| 4396 Gressmann         | 1981 JH        | Michael Gressmann, nemški astrooptik in ljubiteljski astronom [MPC 16446] † ‡ Arhivirano 2012-10-17 na Wayback Machine. |
| 4397 Jalopez           | 1981 JS1       | Jose Alberto Lopez, v Argentini rojen astronom?* |
| 4398 Chiara            | 1984 HC2       | * |
| 4399 Ašizuri           | 1984 UA        | rt Ašizuri, prefektura Koči, Japonska [MPC 16595] |
| 4400 Bagryana          | 1985 QH4       | Elisaveta Bagryana, bolgarski pesnik |
| 4401–4500              |                | |
| 4401 Aditi             | 1985 TB        | * |
| 4402 Tsunemori         | 1987 DP        | Taira no Tsunemori, eden izmed prvih samurajev |
| 4403 Kuniharu          | 1987 EA        | Observatorij Kuniharu, Japonska |
| 4404 Enirac            | 1987 GG        | žena odkritelja Alaina Mauryja [MPC 16595] |
| 4405 Otava             | 1987 QD1       | reka Otava, Češka [MPC 34620] † |
| 4406 Mahler            | 1987 YD1       | Gustav Mahler, avstrijski skladatelj [MPC 16446] |
| 4407 Taihaku           | 1988 TF1       | Taihaku-ku, Sendai, Japonska |
| 4408 Zlatá Koruna      | 1988 TH2       | Zlatá Koruna, gotski samostan in vas v južni Češki † |
| 4409 Kissling          | 1989 MD        | Warwick M. Kissling, novozelandski matematik † |
| 4410 Kamuimintara      | 1989 YA        | drugo ime za vulkansko gorsko skupino Daisetsuzan v mitologiji ljudstva Ainu - pomeni igrišče za Kamuje (božanska bitja) |
| 4411 Kochibunkyo       | 1990 AF        | kulturna in vzgojna zveza prefekture Koči [MPC 25443] |
| 4412 Chephren          | 2535 P-L       | Kefren (Khafra), faraon iz 4. dinastije, zgradil je znano piramido v Gizi in sfingo [MPC 18142] |
| 4413 Mycerinos         | 4020 P-L       | Mikerin, faraon iz 4. dinastije [MPC 18142] |
| 4414 Sesostris         | 4153 P-L       | Senusret I, Senusret II in Senusret III, trije faraoni iz 12. dinastije Egipta [MPC 18142] |
| 4415 Echnaton          | 4237 P-L       | Ehnaton, faraon iz 18. dinastije Egipta [MPC 18142] |
| 4416 Ramses            | 4530 P-L       | Ramses, faraon iz 19. dinastije Egipta [MPC 18142] |
| 4417 Lecar             | 1931 GC        | Myron Lecar, ameriški astrofizik [MPC 22502] |
| 4418 Fredfranklin      | 1931 TR1       | Fred Aldrich Franklin, ameriški astronom [MPC 22502] |
| 4419 Allancook         | 1932 HD        | Allan F. Cook II, ameriški astrofizik [MPC 22502] |
| 4420 Alandreev         | 1936 PB        | * |
| 4421 Kayor             | 1942 AC        | Kay Williams in Roy Williams, starši astronoma Garetha V. Williamsa, ki je deloval v Središču za male planete [MPC 21131] |
| 4422 Jarre             | 1942 UA        | imenovanje v čast francoskega skladatelja Jeana Michela Jarreja in njegovega očeta Maurica Jarreja* |
| 4423 Golden            | 1949 GH        | * |
| 4424 Arkhipova         | 1967 DB        | Vera Petrovna Arkhipova, ruska astronomka * |
| 4425 Bilk              | 1967 UQ        | Düsseldorf-Bilk, kjer je bil leta 1843 zgrajen Observatorij Düsseldorf-Bilk in porušen leta 1943 † |
| 4426 Roerich           | 1969 TB6       | Nikolaj Konstantinovič Rerič (rusko Николай Константинович Рерих), ruski slikar, Elena Ivanovna Rerič, ruska pisateljica, Jurij Nikolaevič Rerič, ruski znanstvenik in Svjatoslav Nikolaevič Rerič, ruski slikar [MPC 22502]                          |
| 4427 Burnashev         | 1971 QP1       | * |
| 4428 Khotinok          | 1977 SN        | Roman Lvovič Hotinok, ruski raziskovalec meteoritov [MPC 22502] |
| 4429 Chinmoy           | 1978 RJ2       | * |
| 4430 Govorukhin        | 1978 SX6       | * |
| 4431 Holeungholee      | 1978 WU14      | fundacija Ho-Leung-Ho-Lee, ki so jo ustanovili 4 Kitajci |
| 4432 McGraw-Hill       | 1981 ER22      | Teleskop McGraw-Hill na Observatoriju MDM † Arhivirano 2011-07-09 na Wayback Machine. |
| 4433 Goldstone         | 1981 QP        | Goldstone Deep Space Communications Complex, Kalifornija [MPC 16447] |
| 4434 Nikulin           | 1981 RD5       | * |
| 4435 Holt              | 1983 AG2       | * |
| 4436 -                 | 1983 EX        | - |
| 4437 Yaroshenko        | 1983 GA2       | * |
| 4438 Sykes             | 1983 WR        | Mark V. Sykes, planetarni strokovnjak na Observatoriju Steward, Arizona |
| 4439 Muroto            | 1984 VA        | mesto Muroto, Koči, Japonska [MPC 25443] |
| 4440 Tchantchès        | 1984 YV        | * |
| 4441 Toshie            | 1985 BB        | Tošie Seki (Toshie Seki), odkriteljeva mati* |
| 4442 Garcia            | 1985 RB1       | Jerry Garcia, vodilni kitarist pri rock skupini Grateful Dead |
| 4443 -                 | 1985 RD4       | * |
| 4444 Escher            | 1985 SA        | Maurits Cornelis Escher, nizozemski umetniški grafik † |
| 4445 Jimstratton       | 1985 TC        | James Michael Stratton, ameriški vesoljski inžiner † |
| 4446 Carolyn           | 1985 TT        | Carolyn Shoemaker, odkritelj kometov in asteroidov |
| 4447 Kirov             | 1985 VE1       | imenovan po mestu Kirov v Rusiji ali po Opernem in baletnem gledališču Kirova (Gledališče Kirova ali Мариинский театр) * |
| 4448 Phildavis         | 1986 EO        | * |
| 4449 Sobinov           | 1987 RX3       | Leonid Sobinov, ruski operni pevec * |
| 4450 Pan               | 1987 SY        | Pan, bog pastirjev, čreda, gozdov in pašnikov iz grške mitologije |
| 4451 Grieve            | 1988 JJ        | Richard Andrew Francis Grieve, kanadski geolog † Arhivirano 2005-08-29 na Wayback Machine. |
| 4452 Ullacharles       | 1988 RN        | * |
| 4453 Bornholm          | 1988 VC        | otok Bornholm, Danska* |
| 4454 Kumiko            | 1988 VW        | Kumiko Kaneda, žena enega izmed odkriteljev |
| 4455 Ruriko            | 1988 XA        | Ruriko Ueda, žena enega izmed odkriteljev |
| 4456 Mawson            | 1989 OG        | Sir Douglas Mawson, Antarctic explorer* |
| 4457 van Gogh          | 1989 RU        | Vincent van Gogh (1853 – 1890), nizozemski slikar [MPC 16595] † |
| 4458 Oizumi            | 1990 BY        | vas Oizumi, Jamanaši, Japonska |
| 4459 Nusamaibaši       | 1990 BP2       | most Nusamai, Kuširo, Hokaido, Japonska |
| 4460 Bihoro            | 1990 DS        | mesto Bihoro, Japonska [MPC 16595] |
| 4461 Sajama            | 1990 EL        | mesto Sajama, Saitama, Japonska |
| 4462 Vaughan           | 1952 HJ2       | * |
| 4463 Marschwarzschild  | 1954 UO2       | Martin Schwarzschild (1912 – 1997), nemško-ameriški astrofizik † Arhivirano 2012-07-16 na Wayback Machine. |
| 4464 Vulcano           | 1966 TE        | * |
| 4465 Rodita            | 1969 TD5       | Tatjana Mihajlovna Rodita, sovjetska umetniška kritičarka [MPC 28089] |
| 4466 Abai              | 1971 SX1       | * |
| 4467 Kaidanovskij      | 1975 VN2       | Naum Lvovič Kaidanovskij, ruski astronom |
| 4468 Pogrebetskij      | 1976 SZ3       | Mihail Pogrebetskij, ukrajinski hribolazec * |
| 4469 Utting            | 1978 PS4       | Muriel Utting, avstralski zgodovinar Observatorija Perth |
| 4470 Sergeev-Censkij   | 1978 QP1       | Sergej Sergeev-Censki, sovjetski pisatelj* |
| 4471 Graculus          | 1978 VB        | * |
| 4472 Navashin          | 1980 TY14      | Mihail Sergeevič Navašin, ruski avtor knjige Teleskop ljubiteljskega astronoma * |
| 4473 Sears             | 1981 DE2       | Derek W. G. Sears, britanski strokovnjak za meteorite † |
| 4474 Proust            | 1981 QZ2       | Dominique Proust, francoski astrofizik |
| 4475 Voitkevich        | 1982 UQ5       | Georgij Vitoldovič Voitkevič, ruski geokemik [MPC 22247] |
| 4476 Bernstein         | 1983 DE        | * |
| 4477 -                 | 1983 SB        | - |
| 4478 Blanco            | 1984 HG1       | Victor Manuel Blanco, čilski astronom* |
| 4479 Charlieparker     | 1985 CP1       | Charlie "Bird" Parker, ameriški saksofonist, glavni odkritelj bebopa † |
| 4480 Nikitibotania     | 1985 QM4       | * |
| 4481 Herbelin          | 1985 RR        | Claude Herbelin, prijatelj odkritelja [MPC 28089] |
| 4482 Frèrebasile       | 1986 RB        | * |
| 4483 Petőfi            | 1986 RC2       | Sándor Petőfi, madžarski pesnik [MPC 22247] ‡ Arhivirano 2004-10-27 na Wayback Machine. |
| 4484 Sif               | 1987 DD        | Sif, bog v nordijski mitologiji [MPC 22502] |
| 4485 Radonezhskij      | 1987 QQ11      | Sergij Radonezhskij, uradnik Ruske pravoslavne cerkve [MPC 22502] |
| 4486 Mithra            | 1987 SB        | Mitra, bog v indo-iranski mitologiji * |
| 4487 Pocahontas        | 1987 UA        | Pocahontas, domorodna ameriška ženska * |
| 4488 Tokitada          | 1987 UK        | Taira no Tokitada, eden izmed prvih samurajev |
| 4489 -                 | 1988 AK        | - |
| 4490 Bambery           | 1988 ND        | Raymond Bambery iz projekta iskanja blizuzemeljskih asteroidov * |
| 4491 Otaru             | 1988 RP        | mesto Otaru, Japonska |
| 4492 Debussy           | 1988 SH        | Claude Debussy, francoski skladatelj* |
| 4493 Naitomicu         | 1988 TG1       | Micu Naito, mati prve japonske astronavtke Čiaki Mukai † |
| 4494 Marimo            | 1988 TK1       | zelena alga Marimo (Chlorophyta) |
| 4495 -                 | 1988 VS        | * |
| 4496 Kamimači          | 1988 XM1       | mesto Kamimači v prefekturi Koči, Japonska, rojstni kraj odkritelja |
| 4497 Taguči            | 1989 AE1       | Takeo Taguči, japonski inženir optike ?* |
| 4498 Šinkojama         | 1989 AG1       | Šin Kojama, japonski astronom |
| 4499 Davidallen        | 1989 AO3       | David Anthony Allen, britanski astronom |
| 4500 Pascal            | 1989 CL        | Blaise Pascal, francoski matematik, filozof in fizik * |

| Predhodnik: 3501–4000 | Pomeni imen asteroidov Seznam asteroidov (4001-4250) Seznam asteroidov (4251-4500) | Naslednik: 4501–5000 |